# Wilhelm Hofmeister
Wilhelm Friedrich Benedikt Hofmeister (18. května 1824 – 12. ledna 1877) byl německý biolog a botanik. Jeho přínos do biologie je mnohdy přirovnáván k přínosu Charlese Darwina a Gregora Mendela.

## Životopis
Narodil se 18. května roku 1824 v Lipsku. Měl sestru Clementine. Jeho otec Friederich byl knižním a hudebním nakladatelem a prodejcem v Lipsku. V patnácti letech opustil odbornou střední školu a vyučil se v knihkupectví v Hamburku u otcova známého. Seznámil se s Muriel Agnes Lurgensteinovou, kterou si v roce 1847 vzal. Měli spolu devět dětí. Téhož roku byl zasvěcen do svobodného zednářství v Hamburku.
Většinu výzkumu prováděl ve svém volném čase. Ve svých 27 letech publikoval svou průkopnickou monografii o rodozměně rostlin. V roce 1851 mu univerzita v Rostocku udělila čestný doktorát. Teprve v roce 1863 byl zaměstnán jako profesor a ředitel botanické zahrady na univerzitě v Heidelbergu.
V roce 1869 byl zvolen zahraničním členem královské švédské akademie věd. Jeho manželka Muriel zemřela 28. března roku 1870. V roce 1872 přešel na univerzitu v Tübingenu.
Hofmeisterovi je připisován objev rodozměny rostlin. K tomuto objevu došlo osm let před vydáním Darwinova díla O původu druhů, po jehož vydání se Hofmeister stal předním zastáncem darwinismu.
Byl také raným studentem genetiky rostlin. Je uváděn jako autor prvních studií o embryologii rostlin.
V únoru roku 1876 se oženil podruhé a to s Johannou Schmidtovou. Manželství trvalo pouze rok, protože Hofmeister zemřel 12. ledna roku 1877 po několika mozkových příhodách. Bylo mu 52 let.